# 최금봉
최금봉(崔錦鳳, 1896년 5월 6일 ~ ?)은 일제강점기의 독립운동가이다. 이명은 최매지(崔梅智)이다. 비밀단체 송죽회에서 활약했다.
영화초등학교를 졸업하고, 이화학당 중등부를 졸업하였다. 이후 일본으로 유학하여 치의학을 공부하였다. 1928년 동경여자치과의학전문대학 본과를 졸업하고, 이후 1929년 진남포로 귀국하였다. 1931년 치과의사 면허를 취득하여 대한민국 최초 여성 치과 의사이다. 
1919년 비밀결사단체 ‘대한애국부인회’를 결성하였고 여기서 부녀자들의 애국정신과 군자금을 모금해 대한민국임시정부에 송금하는 역할을 맡았으며, 1920년 일본경찰에 붙잡혀 평양복심법원에서 2년 6월형을 받고 옥고를 치렀다.